# قانون حماية ملكية البيت وحقوق المساهمين لعام 1994
وقعَ الرئيس بيل كلينتون في سبتمبر 1994 على قانون حماية ملكية البيت وحقوق المساهمين لعام 1994 (بالإنجليزية: Home Ownership and Equity Protection Act of 1994)‏ والذي كتبهُ النائب الأمريكي جوزيف كيندي الثاني، ويشترطُ القانون وجودَ قيودٍ مُعينة على الإعلان عن المقرضين من ذوي القروض عالية التكلفة. نُفذَ هذا القانون من خلال اللائحة Z في 12 CFR 226.32، ولا ينطبق إلا على معاملات عدم الشراء.
يمنحُ القانون المجلس الاحتياطي الفيدرالي سلطةً لإدارة القانون وتعديل اللوائح التنفيذية. يُجادل منتقدو آلان جرينسبان بأنهُ فشلَ في استخدام هذه الصلاحيات بشكلٍ صحيح عندما ظهرت مشاكل الرهن العقاري في عام 2005.